# Sarraounia
Sarraounia Mangou est le nom donné à une reine africaine (Niger) qui a régné sur les Aznas , une communauté animiste haoussa, à la fin du XIXe siècle, dans le sud-ouest du Niger actuel. « Sarraounia » (également orthographié sarauniya ou saraouniya) n'est pas un nom, mais un titre — « reine », en langue haoussa — donné à la chef politique et religieuse du village de Lougou (ou Lugu), situé sur le territoire de la commune de Dan-Kassari, à une vingtaine de kilomètres de Matankari. Selon les quelques éléments dont on dispose à son sujet, la sarraounia de Lougou se serait appelée Mangu (ou Mangou). 
Sa mémoire est attachée à la résistance que sa communauté opposa à la mission Voulet-Chanoine : à une époque où de nombreux royaumes d'Afrique de l'Ouest capitulaient sans combattre face aux Français, la communauté de Sarraounia livra bataille aux troupes coloniales commandées par les capitaines Voulet et Chanoine, en avril 1899. 
Personnage méconnu, Sarraounia connaît une nouvelle postérité à partir des années 1980, où elle est réinventée et mythifiée sous les traits d'une héroïne africaine, voire d'un symbole du panafricanisme.

## Biographie
Les données historiques relatives à Sarraounia sont rares, et principalement liées à l'affaire de la mission Voulet-Chanoine ; elles se mélangent en outre à des éléments venus de la tradition orale africaine. L'épisode de l'affrontement entre les guerriers aznas et la colonne commandée par les capitaines Voulet et Chanoine est notamment relaté dans le livre de souvenirs publié en 1930 par un des membres de l'expédition, le général Joalland (lieutenant à l'époque des faits). Ce dernier décrit Sarraounia comme une « vieille sorcière » qui aurait délibérément défié les Français alors que ceux-ci s'approchaient de son village, en leur adressant un message injurieux dans lequel elle promettait de leur barrer la route et se vantait de l'invincibilité de ses guerriers. Le 16 avril 1899, les troupes françaises arrivent en vue de Logou, où les guerriers de Sarraounia leur font face. Selon le récit de Joalland, les Français dispersent sans difficulté leurs adversaires avec quelques salves d'armes à feu ; ils sont contraints de livrer ensuite bataille pour déloger les indigènes de la brousse où ces derniers se sont réfugiés, car les troupes françaises doivent camper à côté. Du fait de la résistance des guerriers de Lougou, l'affaire se révèle coûteuse pour les Français, auxquels elle vaut quatre morts, six blessés et la perte d'environ 7 000 cartouches : 
« Le chef de ce groupe est une vieille sorcière nommée Saraouniya qui nous a écrit une lettre d'insultes : elle s'est fait fort de nous barrer la route, ses gens ont une réputation de guerriers invincibles ; nous ne pouvons faire autrement que de relever le défi. […] D'un bout à l'autre, en ayant bien soin de laisser à l'ennemi une porte de sortie pour éviter une lutte désespérée. Trois sections déployées en tirailleurs pénètrent dans le fourré, mais les indigènes couchés derrière des lianes impénétrables luttent avec énergie ; on doit sonner le ralliement, nous avions déjà 2 hommes tués et 4 blessés. À dix heures, on recommence l'attaque ; cette fois l'ennemi est obligé de céder le terrain. À midi, l'action est terminée avec un plein succès ; mais l'affaire nous coûtait très cher : 7 000 cartouches brûlées, 4 tués et 6 blessés. »  
Les Aznas se retranchent dans la forêt puis, quelques semaines plus tard, après le départ des Français, reprennent possession de Lougou, que les troupes coloniales ont incendié et laissé en ruines. Selon les récits parvenus jusqu'à nous, Sarraounia aurait été emmenée de force par ses guerriers pendant la bataille. Désespérée de n'avoir pu protéger sa tribu, elle aurait ensuite, selon la légende, tenté de se donner la mort en se jetant dans un brasier et en aurait été empêchée. La tradition rapporte qu'après son décès, un « jujubier symbole d'éternité [aurait] poussé sur sa tombe ».

## Postérité et légende
Les archives du ministère de la Guerre font état de la résistance des habitants de Lougou et ne mentionnent pas le rôle supposément tenu par Sarraounia. C'est principalement le patrimoine oral qui fait de la reine une figure populaire dans certaines régions du Niger, exaltant sa résistance contre les Français et lui prêtant des pouvoirs magiques. L'affrontement de Lougou est relaté dans un passage du livre Le Grand capitaine (1976), récit romancé que Jacques-Francis Rolland consacre à la mission Voulet-Chanoine ; l'auteur y présente « la Sarraounia » comme une « reine-sorcière » dont les incantations fanatisaient les guerriers de sa tribu et inquiétaient les auxiliaires de l'armée coloniale. C'est surtout à partir de 1980 que l'écrivain nigérien Mamani Abdoulaye popularise Sarraounia — jusque-là un simple personnage de folklore ignoré de l'historiographie — en lui consacrant un roman (Sarraounia : Le drame de la reine magicienne) qui fait d'elle une figure de l'imaginaire collectif nigérien et, plus largement, africain. 
Mamani — qui dit avoir pris la décision d'écrire son livre en réaction à celui de Rolland, qui lui avait paru méprisant — signe un roman destiné à donner la version africaine de l'histoire de la colonisation. Lorsque Joalland, témoin de l'évènement, parle de Sarraounia comme d'une vieille sorcière, Mamani la décrit comme une femme jeune et belle, semblable à une redoutable guerrière amazone ; il fait d'elle un symbole politique, en lui prêtant un discours aux accents panafricanistes. La figure de Sarraounia, mythifiée par ce récit romancé, devient a posteriori un symbole de la lutte contre la colonisation. 
Personnage peu connu avant 1980, elle devient, avec sa réinvention littéraire, un symbole de fierté africaine et de résistance nationale, et fait son entrée dans les manuels scolaires d'Afrique francophone,. Elle est entre autres l'héroïne d'un film adapté du roman de Mamani, réalisé par Med Hondo, et apparaît dans diverses œuvres de fiction.

#### Études et essais
- Elara Bertho, « Sarraounia, une reine africaine entre histoire et mythe littéraire (Niger, 1899-2010) », Genre & Histoire, no 8,‎ 28 octobre 2011 (ISSN 2102-5886, DOI 10.4000/genrehistoire.1218, lire en ligne, consulté le 12 juin 2025).
- Aϊssata Sidikou, « De l’Oralité au roman: Sarraounia ou la reine contre l’Empire », Romanic Review, vol. 93, no 4,‎ 1er novembre 2002, p. 457–470 (ISSN 0035-8118, DOI 10.1215/26885220-93.4.457, lire en ligne, consulté le 12 juin 2025).
- Antoinette Tidjani Alou, « Sarraounia et ses intertextes : identité, intertextualité et émergence littéraire », Revue électronique internationale de sciences du langage, no 5,‎ 2001 (ISSN 0851-7215, lire en ligne).
- (en) Ousmane Tandina et Richard Bjornson, « Sarraounia, An Epic? », Research in African Literatures, vol. 24, no 2,‎ 1993, p. 23–32 (ISSN 0034-5210, lire en ligne, consulté le 12 juin 2025).
- Denise Brahimi et Anne Trevarthen (préf. Catherine Coquery-Vidrovitch), Les femmes dans la littérature africaine: portraits, Karthala [u.a.], 1998 (ISBN 978-2-86537-838-8 et 978-2-86394-307-6).
- Muriel Mathieu, La mission Afrique centrale, Paris, L'Harmattan, coll. « Racines du présent », 1996, 281 p. (ISBN 2-7384-4008-8, lire en ligne).
- Nicole Moulin, Boubé Namaïwa, Marie-Françoise Roy et Bori Zamo, Lougou et Saraouniya, l'Harmattan Tarbiyya Tatali, 2017 (ISBN 978-2-343-10550-5).
- (en) Bertrand Taithe, The Killer Trail : a Colonial Scandal in the Heart of Africa, Oxford, Oxford University Press, 2009, XII-324 p. (ISBN 978-0-19-923121-8, présentation en ligne).

#### Littérature
- Abdoulaye Mamani, Sarraounia: le drame de la reine magicienne roman, Éditions l'Harmattan, coll. « Collection Encres noires », 1989 (1re éd. 1980) (ISBN 978-2-85802-156-7).
- Jacques-Francis Rolland, Le Grand capitaine : un aventurier inconnu de l'épopée coloniale, Paris, Bernard Grasset, 1976, 270 p. (ISBN 2-246-00342-3).
- Halima Hamdane (scénario) et Isabelle Calin (dessin), Sarraounia: la reine magicienne du Niger, Cauris éd, coll. « Lucy », 2004 (ISBN 978-2-914605-13-7).

##### Bandes dessinées
- Christophe Dabitch (scénario) et Nicolas Dumontheuil (dessins et couleurs), La Colonne, t. 1 : Un esprit blanc, Paris, Futuropolis, 2013, 77 p. (ISBN 978-2-7548-0712-8, présentation en ligne).
- Christophe Dabitch (scénario) et Nicolas Dumontheuil (dessins et couleurs), La Colonne, t. 2 : Exterminez-moi toutes ces brutes, Paris, Futuropolis, 2014, 87 p. (ISBN 978-2-7548-0887-3, présentation en ligne).